# جوني كلايس
جوني كلايس هو سائق سيارة سباق بلجيكي، ولد في 11 أغسطس 1916 في لندن في المملكة المتحدة، وتوفي في 3 فبراير 1956 في بروكسل في بلجيكا بسبب سل.

## وصلات خارجية
- جوني كلايس على موقع IMDb (الإنجليزية)
- جوني كلايس على موقع ميوزك برينز (الإنجليزية)
- جوني كلايس على موقع أول ميوزيك (الإنجليزية)
- جوني كلايس على موقع ديسكوغز (الإنجليزية)